# Ariki
Un ariki (Aotearoa, Islas Cook, Rapa Nui), aliki (Tokelau, Tuvalu), aliʻi (Hawái, Samoa), ariʻi (Islas de la Sociedad, Tahití) o eiki (Tonga) es un miembro de un alto rango hereditario principalmente o noble en la Polinesia.

## Ariki enIslas Cook

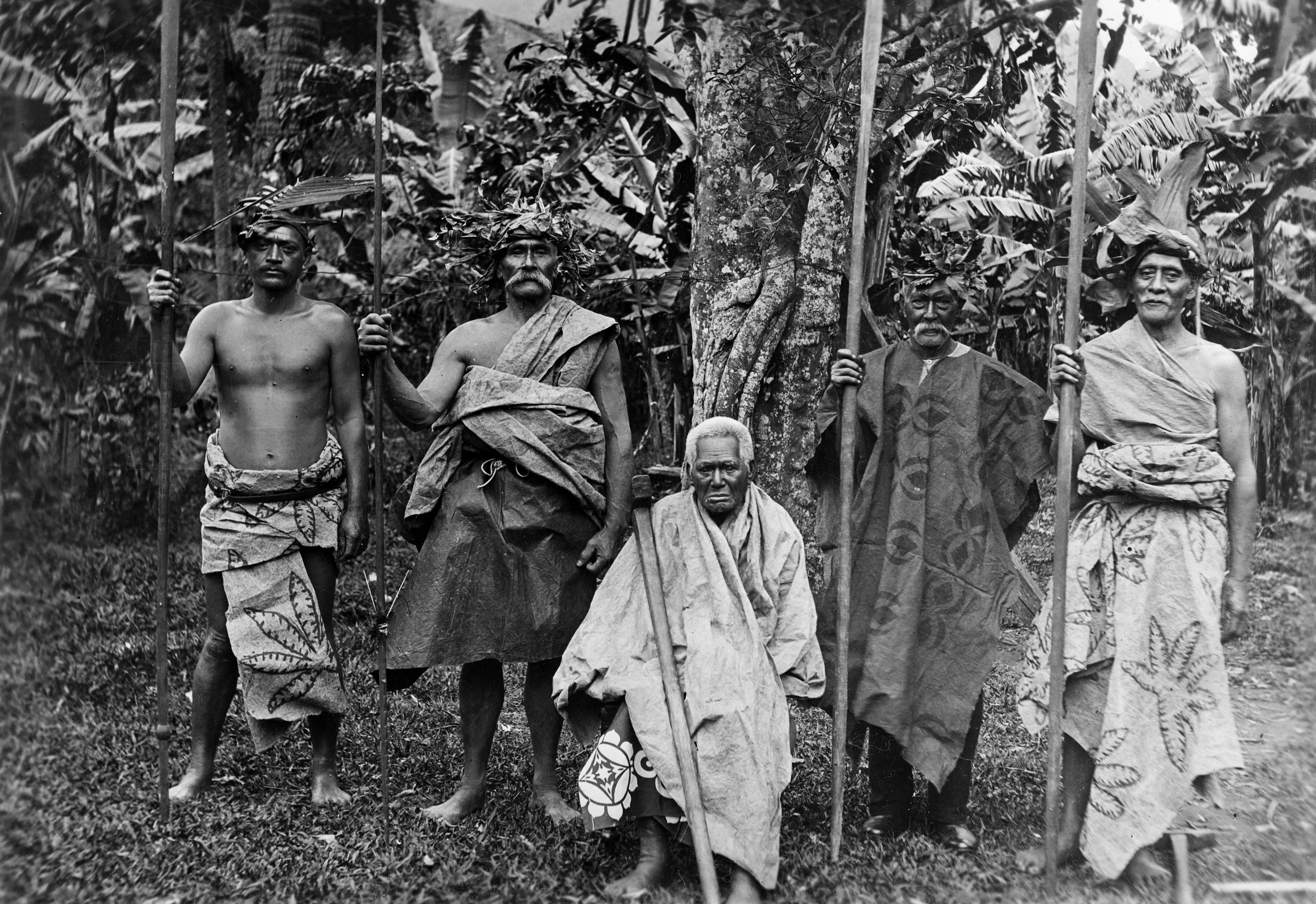
Kea Karika Ariki (sentado) y los nobles de la tribu Kea Karika, Rarotonga.

Cada isla en las Islas Cook fue gobernada por una serie de ariki (altos jefes), Rarotonga había unos cinco o seis de ellos, cuando la mayoría de las otras islas sólo había unos tres - cada uno gobernado ariki ivi o Ngati (tribu). Debajo de cada ariki en la jerarquía social eran una serie de Mataiapo y rangatira (jefes de menor importancia) de la nobleza.
El control que un jefe ejerce en su pueblo estaba relacionado con su mana (poder); este maná no sólo podía venir de nacimiento, sino también de los logros adquiridos, y del estado, o sea que podía ser ganado o perdido. Cuando un ariki perdía popularidad entre su pueblo, esto podía ser visto una disminución de su maná, lo que podía conducir a su pérdida del control.
Tener un control de tapu (lo sagrado) es un arma poderosa para el ariki. Por razones sobrenaturales, algunas actividades fueron prohibidas, y desde el ariki tenía control sobre lo que fue o no fue prohibido, esto le dio un poder considerable. La creencia de la gente fuerte en mana un Ariki y su control sobre todas las cosas tapu que les permitió tomar el control de su pueblo sin la necesidad de su ejecución física.
Los títulos de ariki, Mataiapo rangatira y se transmiten a través de la familia hasta la actualidad, algunas de las antiguas ceremonias y tradiciones son también todavía se practica en las Islas Cook. 
La Cámara de los Ariki (Se Ariki) es un parlamentario del cuerpo en las Islas Cook, que fue fundada en 1967 poco después de autogobierno . Se compone de los jefes de las Islas Cook de altura, fue creado para marginar a los ariki darles dignidad, sino un poder muy limitado.

## Ariki enRapa Nui
En el caso de isla de Pascua, el ariki era un personaje de la nobleza, con rango de rey o líder. Entre los habitantes de la isla, el primer ariki henua ('rey de la Tierra') conocido es Hotu Matu'a —según las leyendas sobre la mítica Hiva, la línea genealógica de sus diez reyes (ariki motogi) sería la siguiente: Oto Uta, Tangaroa A Oto Uta, Tiki Hati A Tangaroa, Roroi A Tiki Hati, Tu'u Kuma'a A Roroi, Ataranga A Tu'u Kuma'a, Haraia A Ataranga, Taana A Harai, y Hotu Matu'a A Taana, el rey colonizador de Rapa Nui que hoy conocemos por Hotu Matu'a—.

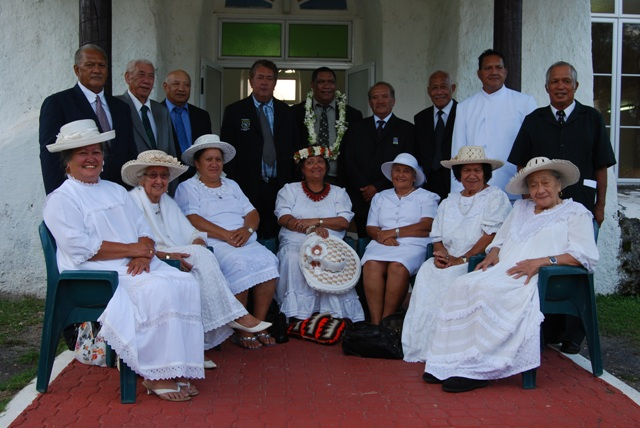
Arikis en el 39.º encuentro de la Cámara de Arikis de 2010

Dentro de la jerarquía de la isla, estaban emparentados con la familia real los ariki paka, quienes se dedicaban a las labores religiosas o ceremoniales —los actuales descendientes de los ariki paka son los miembros de la familia Ika, y el último ariki henua fue Nga'ara.